# Козир
Козир — гральна карта тієї масті, яка за правилами гри визнається старшою для даної здачі або для всіх здач.

## В іграх
Козир у грі б'є будь-яку карту всіх інших мастей. У деяких іграх козир визначається випадковим чином: у кінці здачі витягується карта і викладається на стіл лицьовою стороною вгору, а не сорочкою. У тих іграх, де розігруються всі карти («Дурень», «Бура») — вона кладеться під колоду і береться в останню чергу, в інших залишається в недоторканості. В інших, на кшталт «преферансу» або «тисячі», козир призначається гравцем, хто замовив гру. Бувають ігри й з постійним козирем, наприклад американська гра Піки.
У колоді Таро козирями називаються 22 окремі карти, у яких немає масті, є тільки нумерація. У карткових іграх з колодою Таро важливий тільки номер козирної карти, а малюнки на них можуть бути будь-якими.
Слово «козир» також широко використовується в переносному сенсі, для позначення будь-якої переваги.